# Iszlamsahr
Iszlamshahr (újperzsa nyelven: اسلامشهر, Eslāmshahr) város Iránban, Teherán tartományban, Iszlamshahr megye fővárosa. A 2016-os népszámláláskor a város lakossága 548 620, ebből 279 282 férfi és 269 338 nő. A város a legnépesebb, nem tartományi főváros és az ország 19. legnépesebb települése.

## Fekvése
Teherántól, az iráni fővárosától mindössze 12 kilométerre fekszik.

## Története

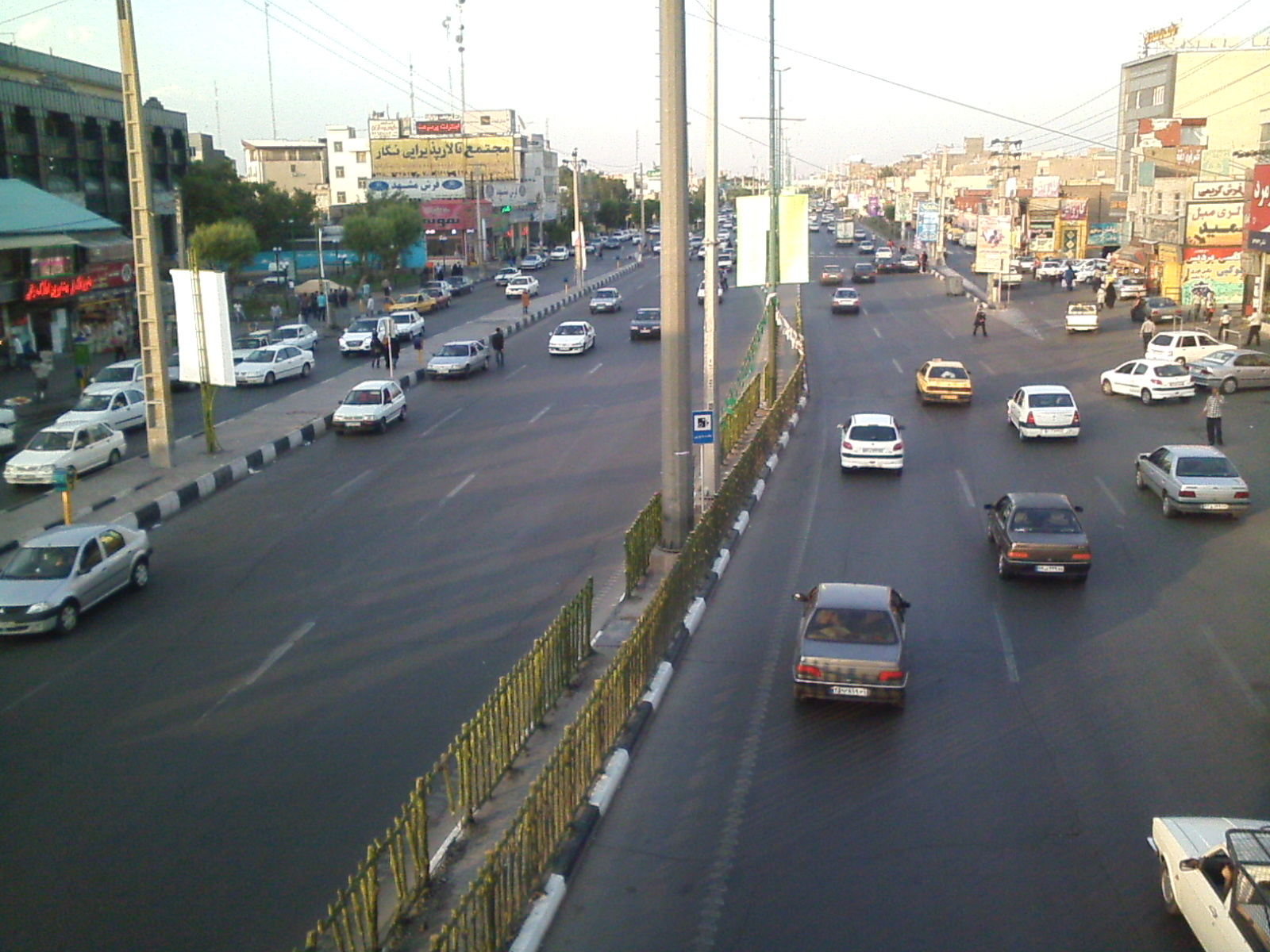
A város látképe

A település régi, történelmi Bahramabad nevét ma már csak Iszlamshahr északi peremén, vagy "Bahramabad faluban" használják.

## Éghajlat
A legmagasabb rögzített hőmérséklet 1990. július 10-én 51 °C volt, míg a legalacsonyabb rögzített hőmérséklet -13 C° volt 1973. január 2-án.

## Közlekedés
A város a Savehbe vivő út mellett található, amely Teherántól délre indul ki, és Saveh City-be ér véget. A légiközlekedést az Imam Khomeini nemzetközi repülőtér bonyolítja le, amely a város határán belül található.

## Galéria

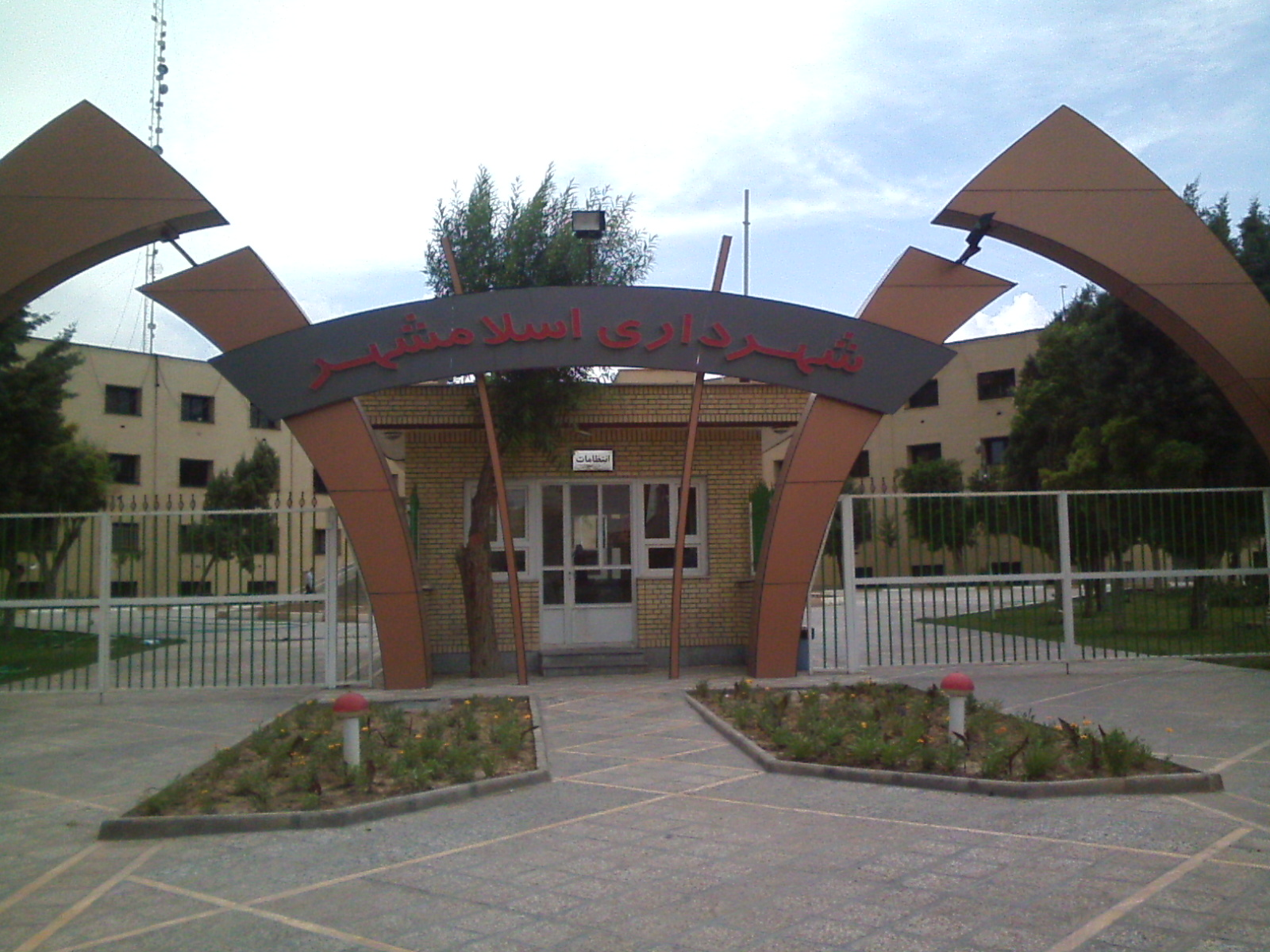
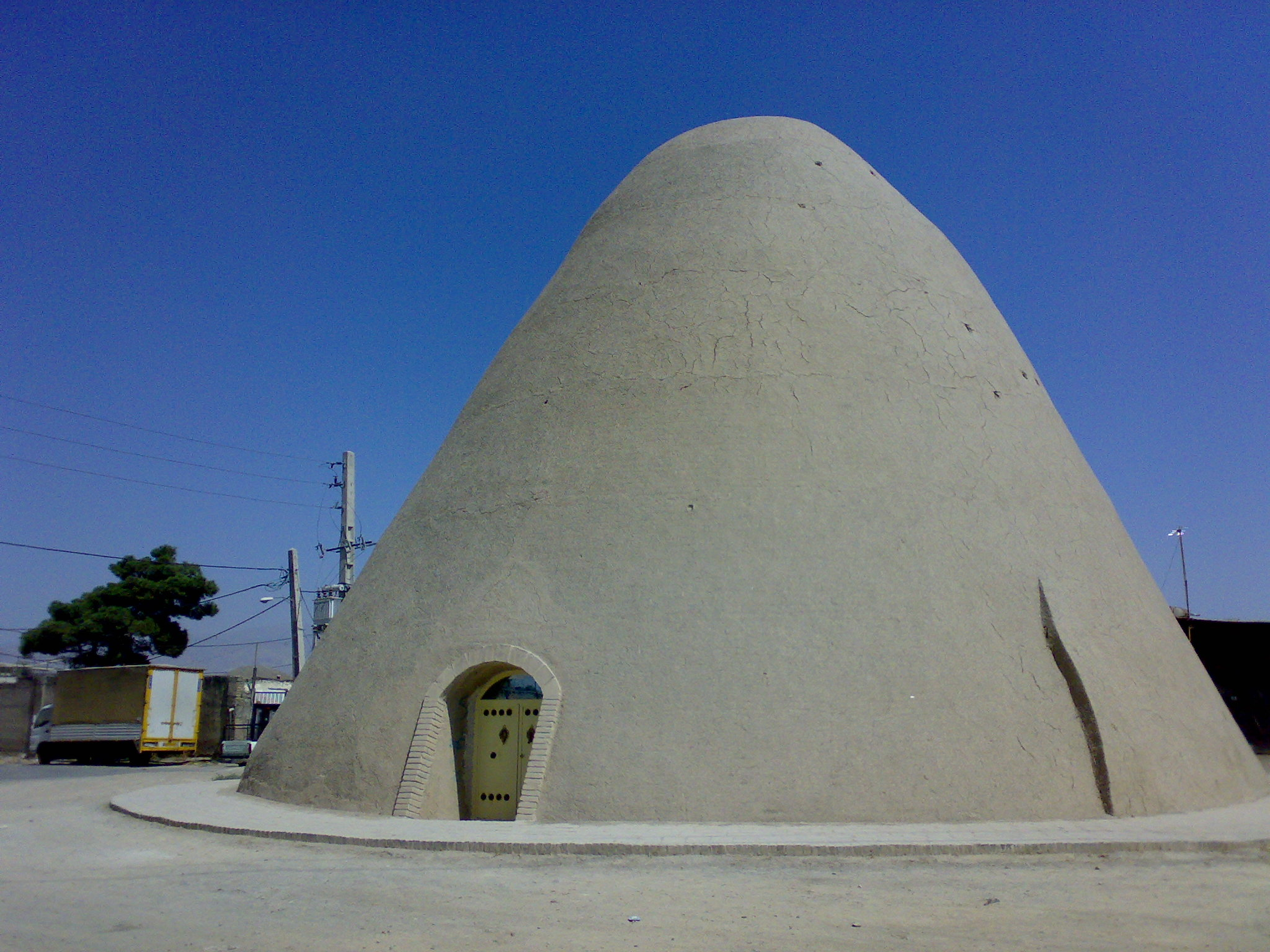
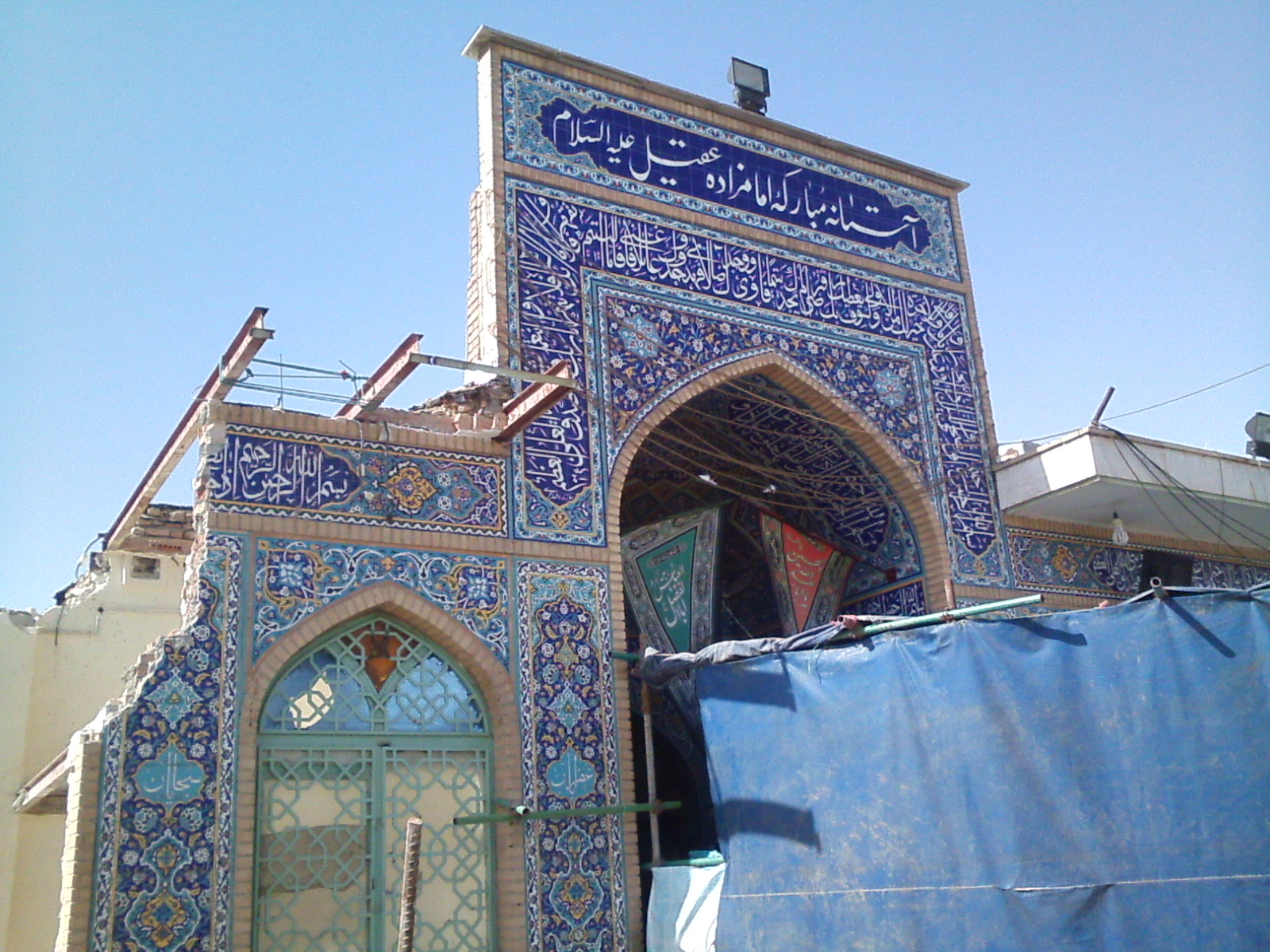
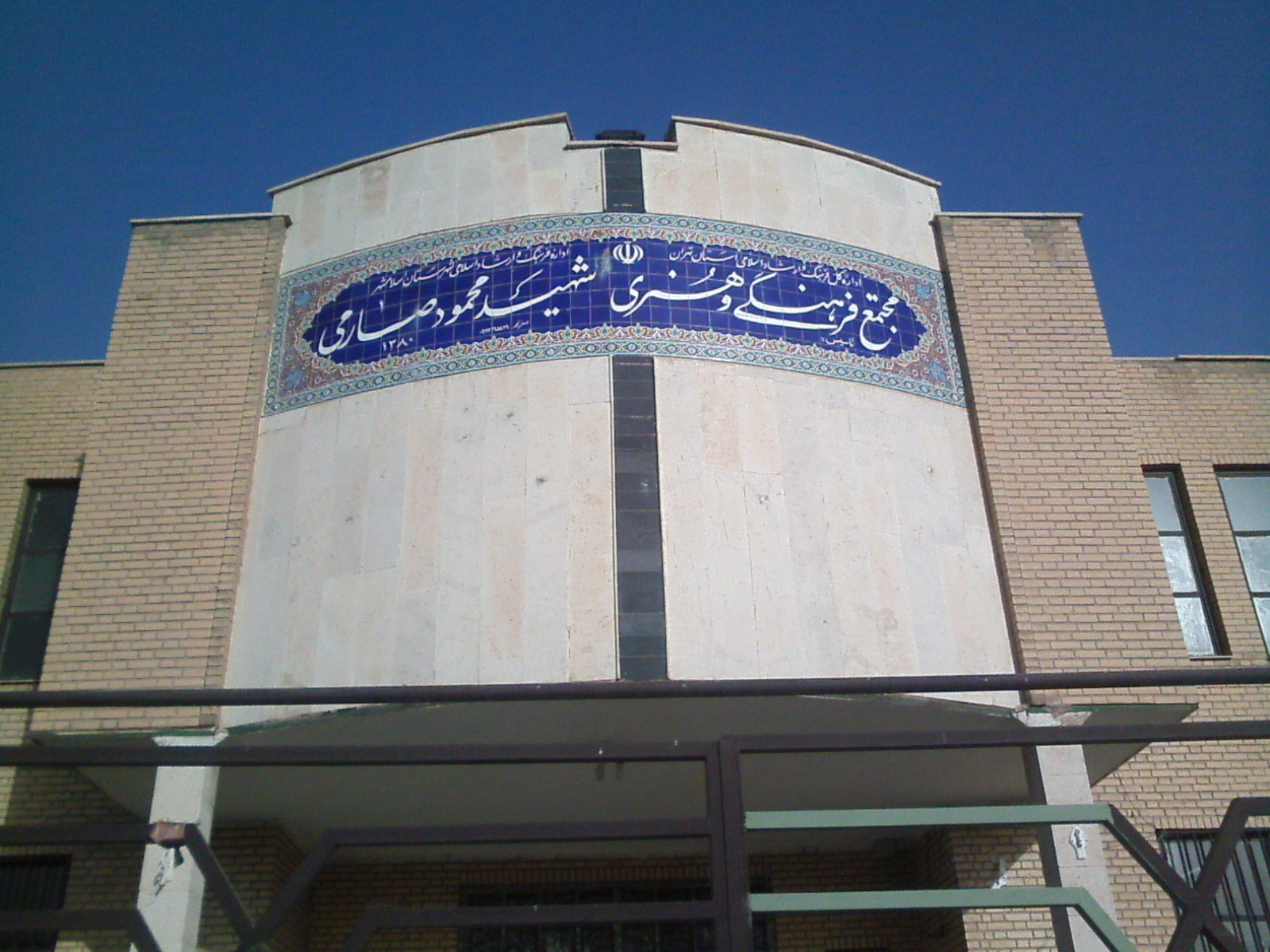